# 38. Armee (Japanisches Kaiserreich)
Die 38. Armee (jap. 第38軍, Dai-san-jūhachi-gun) war von 1942 bis 1945 ein Großverband des Kaiserlich Japanischen Heeres und war der Nachfolger der Indochina-Garnisonsarmee (jap. 印度支那駐屯軍, Indoshina chuton-gun). Der Tsūshōgō-Code (militärischer Tarnname) der 38. Armee war Zuverlässig (信, Shin) oder Shin 7950.

## Geschichte

### Indochina-Garnisons-Armee
Nach der japanischen Invasion Französisch-Indochinas im September 1940 durch die Indochina-Expeditionsarmee gründete die Südarmee am 9. November die Indochina-Garnisonsarmee, die von Generalleutnant Vicomte Machijiri Kazumoto geführt wurde.

### 38. Armee
Am 12. November 1944 nahm die Südarmee eine Umgruppierung vor, bei der aus der Indochina-Garnisonsarmee die 38. Armee gebildet wurde. Im Dezember 1944 traf Generalleutnant Tsuchihashi Jūitsu in Saigon ein, um die neu gegründete Armee zu übernehmen. Im Januar 1945 sah sich die 38. Armee einer groß angelegten Luftoffensive der 3. US-Flotte ausgesetzt, die von den bevorstehenden Invasionen auf Iwojima und Okinawa ablenken wollte.
Anfang 1945 befürchte das Oberkommando der Südarmee, dass das von der Vichy-treuen Regierung verwaltete Französisch-Indochina die Fronten wechseln und eine alliierte Invasion unterstützen könnte. Aus diesem Grund befahl es der 38. Armee, am 3. März 1945 einen Putsch auszuführen (Operation Mei-go) und die frei-französischen Streitkräfte und Amtsträger in Gewahrsam zu nehmen. Franzosen, die sich zur Wehr setzten wurden niedergemacht. Dabei kamen 2129 Franzosen ums Leben, darunter der Befehlshaber der französischen Truppen von Lạng Sơn, Émile Lemonnier und der Zivilgouverneur, Camille Auphalle, die beide enthauptet wurden. Nach der erfolgreichen Operation wurde Kaiser Bảo Đại von den Japanern als Herrscher des Kaiserreich Vietnams eingesetzt.
Im September 1945 wurde die 38. Armee in Hanoi aufgelöst.

## Oberbefehlshaber

### Kommandeure
|    | Name                                       | Von               | Bis               | Einheit                  |
| -- | ------------------------------------------ | ----------------- | ----------------- | ------------------------ |
| 1. | Generalleutnant Vicomte Machijiri Kazumoto | 10. November 1942 | 22. November 1944 | Indochina-Garnisonsarmee |
| 2. | Generalleutnant Tsuchihashi Jūitsu         | 22. November 1944 | 22. Dezember 1944 | Indochina-Garnisonsarmee |
| 3. | Generalleutnant Tsuchihashi Jūitsu         | 22. Dezember 1944 | September 1945    | 38. Armee                |

### Stabschefs
|    | Name                            | Von               | Bis               | Einheit                  |
| -- | ------------------------------- | ----------------- | ----------------- | ------------------------ |
| 1. | Generalleutnant Kawamura Saburō | 5. Dezember 1942  | 22. November 1944 | Indochina-Garnisonsarmee |
| 2. | Generalleutnant Kawamura Saburō | 20. Dezember 1944 | 2. Juni 1945      | 38. Armee                |
| 3. | Generalmajor Kōdo Teiji         | 2. Juni 1945      | September 1945    | 38. Armee                |

## Untergeordnete Einheiten
- 38. Armee-Stab
- 2. Division
- 21. Division
- 37. Division
- 55. Division
- 34. Selbstständige Gemischte Brigade
- Südarmee Militärpolizei
- Südarmee Fernmeldetruppen-Hauptquartier
  - Südarmee 5. Fernmelde-Einheit
  - Südarmee Fernmelde-Ausbildungs-Einheit
- Südarmee Feindaufklärungs-Hauptquartier
  - Südarmee 1. Feindaufklärungs-Einheit
- 11. Feldpost-Einheit
- weitere kleinere Einheiten